# Sidney Evans
Sidney Clifton Horace Evans (ur. w 1881 w Aldermaston, zm. 8 stycznia 1927 w Reading) – brytyjski bokser kategorii ciężkiej.
W 1908 roku na letnich igrzyskach olimpijskich w Londynie zdobył srebrny medal w kategorii ciężkiej.